# Плиберсек, Таня
Таня Джоан Плиберсек (англ. Tanya Joan Plibersek; род. 2 декабря 1969, Сидней, Австралия) — австралийский политик, министр правительств Кевина Радда и Джулии Гиллард (2007—2013), заместитель председателя Лейбористской партии (2013—2019). Принадлежит к левому крылу партии.

## Биография
Таня Плиберсек — дочь иммигрантов из югославской республики Словения (в 1950-е её отец работал на гидрокомплексе Сноуи). Политическую активность впервые проявила в 14 лет, когда убеждала своих одноклассниц по женской средней школе в южном пригороде Сиднея Дженнели участвовать в маршах мира. В 15 лет вступила в Лейбористскую партию. Окончила Университет технологии в Сиднее, где изучала связи с общественностью. Работала в штате сенатора Брюса Чайлдса, в 1998 году избрана в Палату представителей от Сиднея.

### Министр лейбористских правительств
3 декабря 2007 года вступила в должность министра жилищного хозяйства и министра положения женщин в правительстве Кевина Радда.
24 июня 2010 года сохранила оба портфеля при формировании правительства Джулии Гиллард.
14 сентября 2010 года получила два новых назначения во втором правительстве Гиллард — министра гуманитарных служб и министра социальной реабилитации.
14 декабря 2011 года получила портфель министра здравоохранения — вновь в правительстве Гиллард.
27 июня 2013 года сохранила это назначение во втором правительстве Радда (с 1 июля 2013 года должность именовалась «министр здравоохранения и медицинских исследований»).
7 сентября 2013 года состоялись парламентские выборы, проигранные лейбористами, что повлекло определённые перестановки в партии.

### Деятельность в лейбористских теневых кабинетах
13 октября 2013 года Плиберсек избрана заместителем нового лидера партии Билла Шортена. Поскольку одновременно Пенни Вонг стала лидером оппозиции в Сенате, а 11 других женщин получили портфели в теневом правительстве, австралийские лейбористы добились таким образом наибольшего женского представительства в важнейших парламентских должностях.
18 октября 2013 года получила в только что сформированном теневом кабинете Шортена должности теневого министра иностранных дел и официального представителя лейбористов в вопросах празднования 100-летия АНЗАК.
23 июля 2016 года назначена теневым министром образования (в сферу её ответственности вошли проблемы не только школьного образования, но и высшего), а также теневого министра по делам женщин. Её прежние обязанности как официального представителя партии для освещения вопросов внешней политики перешли к Пенни Вонг.
18 мая 2019 года состоялись парламентские выборы, по итогам которых лейбористы не добились успеха, и 30 мая 2019 года новым лидером лейбористов после отставки Билла Шортена был избран Энтони Албаниз. Таня Плиберсек также оставила должность заместителя председателя, но сохранила значительное влияние в партии (её кандидатура рассматривалась как возможная альтернатива Албанизу, но она отказалась от выдвижения).
2 июня 2020 года Албаниз объявил состав своего теневого кабинета, в котором Плиберсек вновь получила в своё ведение вопросы образования и профессиональной подготовки.

## Личная жизнь
Замужем за государственным служащим Нового Южного Уэльса, консерватором Майклом Куттс-Троттером, в их семье трое детей.